# The Right Clue
The Right Clue est un film muet américain réalisé par Otis Turner et sorti en 1912.

## Fiche technique
- Réalisation : Otis Turner
- Scénario : Louise Carver
- Production : Carl Laemmle
- Date de sortie :  États-Unis : 2 mars 1912

## Distribution
- William Robert Daly : le détective
- William E. Shay : Mr Forbes
- Violet Horner : Mrs Phillips